# Mecistogaster buckleyi
Mecistogaster buckleyi är en trollsländeart som beskrevs av Mclachlan 1881. Mecistogaster buckleyi ingår i släktet Mecistogaster och familjen Pseudostigmatidae. IUCN kategoriserar arten globalt som livskraftig. Inga underarter finns listade i Catalogue of Life.